# Saud al-Otaibi
Saud al-Otaibi (arabisch سعود العتيبي, DMG Saʿūd al-ʿUtaibī; * 3. November 1969) ist ein ehemaliger saudi-arabischer Fußballtorhüter.

## Karriere

### Klub
Über seine Laufbahn auf Klubebene ist nicht viel bekannt. Mit al-Shahab holte er aber in der Saison 1992/93 die Meisterschaft als auch den Pokal.

### Nationalmannschaft
Seinen ersten bekannten Einsatz für die saudi-arabische Nationalmannschaft hatte er am 15. Oktober 1992 bei dem 3:0-Halbfinalesieg über die USA beim König-Fahd-Pokal 1992. Auch im Finale, welches mit 1:3 gegen Argentinien verloren wurde, stand er zwischen den Pfosten. Danach hütete er noch einmal bei der Asienmeisterschaft 1992 in der Gruppenphase gegen China den Kasten, was auch sein letzter bekannter Einsatz war.